# Rodeiro (Hiszpania)
Rodeiro – gmina w Hiszpanii, w prowincji Pontevedra, w Galicji, o powierzchni 154,9 km². W 2011 roku gmina liczyła 2931 mieszkańców.